# Hyalesthes mlokosiewiczi
Hyalesthes mlokosiewiczi är en insektsart som beskrevs av Victor Antoine Signoret 1879. Hyalesthes mlokosiewiczi ingår i släktet Hyalesthes och familjen kilstritar. Inga underarter finns listade i Catalogue of Life.